# بسته‌بندی سطح‌ویفر

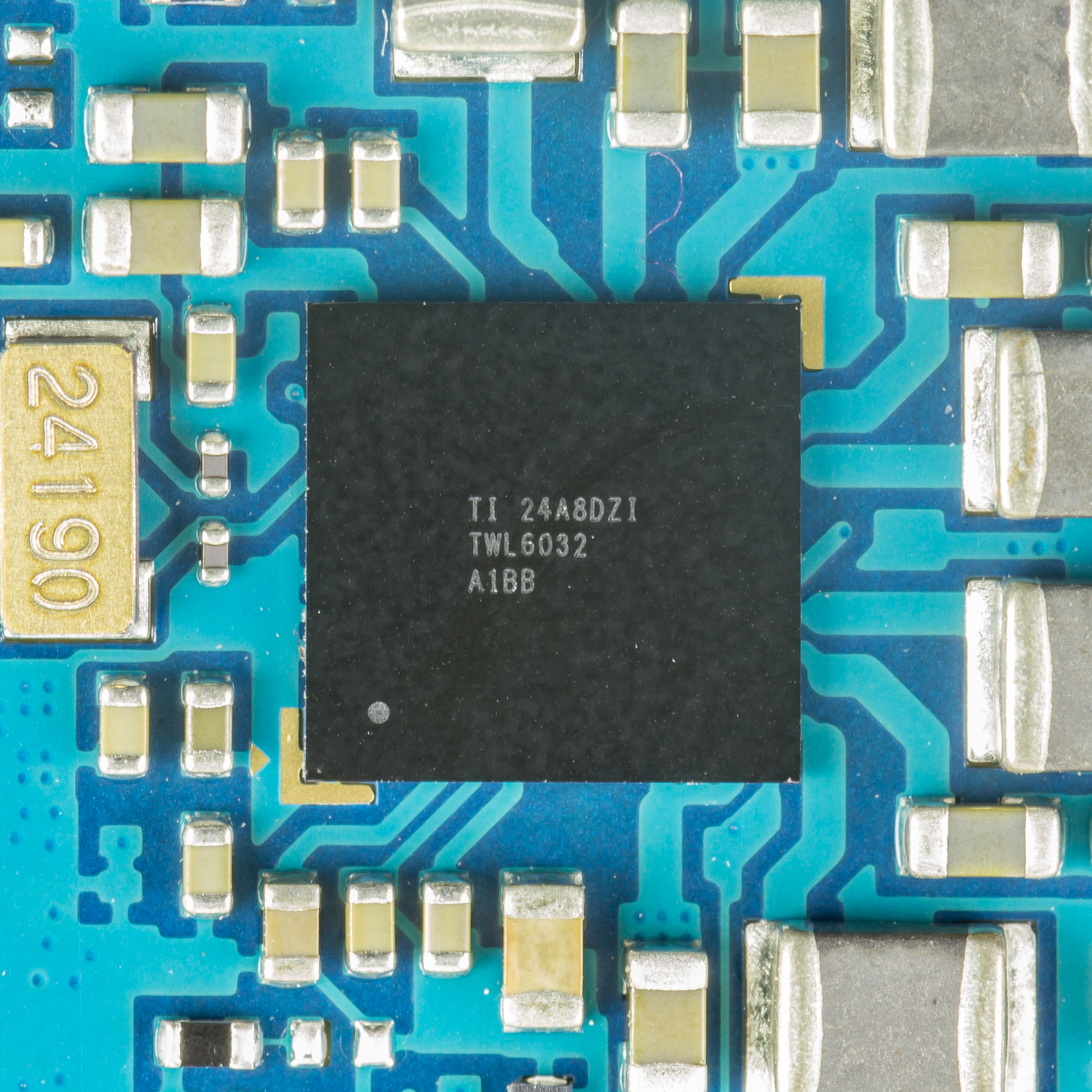
یک بستهٔ سطح‌ویفر که به یک برد مدار چاپی متصل شده است

بسته‌بندی سطح‌ویفر (به انگلیسی: Wafer-level packaging) (اختصاری دبلیوال‌پی) فرآیندی در ساخت مدار مجتمع است که در آن اجزای بسته‌بندی، قبل از اینکه ویفر - که آی‌سی روی آن ساخته‌شده است - برش داده شود، به یک مدار مجتمع (IC) وصل می‌شوند. در دبلیوال‌پی، لایه‌های بالایی و پایینی بسته‌بندی و برجستگی‌های لحیم‌کاری درحالی‌که هنوز در ویفر هستند به مدارهای مجتمع متصل می‌شوند. این فرایند با یک فرایند مرسوم متفاوت است، که در آن ویفر قبل از اتصال اجزای بسته‌بندی به مدارها جداگانه (دای) بریده می‌شود.
دبلیوال‌پی اساساً یک فناوری بسته مقیاس‌تراشه‌ای (سی‌اس‌پی) واقعی است، زیرا بسته به‌دست آمده عملاً به اندازه دای است. بسته‌بندی سطح‌ویفر امکان یکپارچه‌سازی برساخت ویفر، بسته‌بندی، آزماش و درون‌سازی در سطح ویفر را فراهم می‌کند تا فرایند ساخت افزاره از آغاز سیلیکون تا ارسال به مشتری را ساده‌تر کند. از سال ۲۰۰۹، یک روش استاندارد صنعتی بسته‌بندی سطح‌ویفر وجود ندارد.
یکی از زمینه‌های کاربردی اصلی دبلیوال‌پی‌ها استفاده از آنها در گوشی‌های هوشمند به دلیل محدودیت‌های اندازه است. به عنوان مثال، آیفون ۵ اپل حداقل یازده دبلیوال‌پی مختلف دارد، سامسونگ گلکسی اس ۳ دارای ۶ دبلیوال‌پی و اچ‌تی‌سی وان ایکس دارای ۷ عدد است. عملکردهای ارائه شده دبلیوال‌پی در تلفن‌های هوشمند شامل حسگرها، مدیریت انرژی و بی‌سیم است. شایعه شده بود که آیفون ۷ از فناوری بسته‌بندی سطح‌ویفر با گنجایش‌خروجی برای دستیابی به مدل نازک‌تر و سبک‌تر استفاده می‌کند. 
بسته‌بندی مقیاس تراشه‌ای سطح‌ویفر (دبلیوال‌سی‌اس‌پی) کوچک‌ترین بسته موجود در حال حاضر در بازار است و توسط شرکت‌های OSAT (برون‌سپاری مونتاژ و آزمایش نیم‌رساناها) مانند مهندسی نیمه هادی پیشرفته (ASE) تولید می‌شود. بسته دبلیوال‌سی‌اس‌پی فقط یک دای بدون‌روکش با یک لایه بازتوزیع (آردی‌ال، میان‌نهادنده یا گام آی/او) برای مرتب کردن مجدد پایه‌ها یا اتصالات‌ها روی دای است تا بتوانند به اندازه کافی بزرگ باشند و فاصله کافی داشته باشند تا بتوانند درست مانند یک بسته آرایه مشبک توپی (بی‌جیی‌ای) مدیریت شود. آردی‌ال اغلب از پلی‌آمید یا پلی بنزوکسازول با مس روی سطح آن ساخته می‌شود.
دو نوع بسته‌بندی در سطح ویفر وجود دارد: گنجایش‌ورودی و گنجایش‌خروجی. بسته‌های دبلیوال‌سی‌اس‌پی با گنجایش‌ورودی دارای یک میان‌نهادنده است که به اندازه دای است، در حالی که بسته‌های دبلیوال‌سی‌اس‌پی با گنجایش‌خروجی دارای یک میان‌نهادنده بزرگ‌تر از دای هستند، مشابه بسته‌های بی‌جیی‌ای معمولی، تفاوت در ساخت میان‌نهادنده است. به جای اینکه دای به آن متصل شود و با استفاده از روش تراشه برگردان، مستقیماً بالای دای قرار گیرد. این موضوع در بسته‌های دبلیوال‌سی‌اس‌پی گنجایش‌ورودی نیز صادق است. در هر دو مورد، دای با میان‌نهادندهٔ خود ممکن است با مواد محصورکننده‌ای مانند اپوکسی پوشانده شود. بسته‌های گنجایش‌خروجی در مواردی استفاده می‌شوند که بسته‌های گنجایش‌ورودی قادر به برقراری اتصالات کافی با هزینهٔ مشخص نیستند.
در فوریه ۲۰۱۵، کشف شد که یک تراشه دبلیوال‌سی‌اس‌پی در رزبری پای ۲ با لامپ زنون (یا هر فلش درخشان نور موج‌بلند دیگر) مشکل دارد که باعث ایجاد اثر فوتوالکتریک در تراشه می‌شود. بنابراین، توجه دقیق در مورد قرارگرفتن در معرض نور با درخشش زیاد باید با بسته‌بندی سطح‌ویفر انجام شود.

## بیشتر خواندن
- Shichun Qu; Yong Liu (2014). Wafer-Level Chip-Scale Packaging: Analog and Power Semiconductor Applications. Springer. ISBN 978-1-4939-1556-9.

الگو:Semiconductor packages